# Tragedia aérea de Altos del Cedro de 1958
La tragedia aérea de Altos del Cedro fue el peor accidente aéreo en la historia de la aviación de Venezuela hasta que en 1969 cayó el Vuelo 742 de Viasa con 155 víctimas, más tarde lo supera en 2005 el Vuelo 708 de West Caribbean con 160 víctimas, cuando un Lockheed Super Constellation L-1049 de Aeropostal se estrelló en el cerro Altos del Cedro de la Cordillera de Montes de Oca, en la Sierra de Perijá la noche del 14 de octubre de 1958. 17 pasajeros y 7 miembros de la tripulación fallecieron en este accidente, causado por el error de los pilotos al calcular la aproximación y descenso del vuelo a Maracaibo, que era la escala realizada por esta aeronave, que fue localizada al igual que los cuerpos de las víctimas luego de varios días de búsqueda.

## Aeronave y tripulación de vuelo
La aeronave empleada en la ruta Ciudad de Panamá - Maracaibo - Caracas era un Lockheed Super Constellation L-1049, matrícula YV-C-ANC, que fue entregado por Lockheed a Aeropostal en 1955.
La tripulación estaba conformada por el capitán Alberto Blanco Uribe y el primer oficial Arcángel Mora, junto con el ingeniero de vuelo y 4 auxiliares de vuelo.

## Cálculo fatal
Según el informe realizado por los investigadores del Ministerio de Comunicaciones de Venezuela junto con los del CAB (hoy NTSB) de Estados Unidos, la tripulación se reportó con Maracaibo a 35 millas náuticas cuando en realidad se encontraban a 98 millas. Al parecer los pilotos no conocían la ruta que estaban volando, lo que trajo como consecuencia una mala planificación del descenso.
A las 8:28 p. m. (hora de Venezuela) el Super Constellation desapareció del radar y se lo declara en fase DETRESFA, para ser localizado días después en Altos del Cedro, en la Sierra de Perijá, fronteriza con Colombia.
Las actividades de rescate estuvieron a cargo del Departamento de Búsqueda y Salvamento (hoy Operación de Rescate Humboldt) del Ministerio de Comunicaciones, dirigido por el capitán Néstor Salazar Briceño, y de las autoridades colombianas, pues parte del fuselaje del avión fue hallado en territorio colombiano.

## Consecuencias del accidente
Este accidente, que por tercera vez involucró a un Lockheed Super Constellation, hizo que Aeropostal realizara vuelos de cabotaje en Venezuela, pues las rutas internacionales fueron asignadas a Viasa, que fue creada por el gobierno de Rómulo Betancourt dos años después de este accidente, en noviembre de 1960.

## Reseña televisiva
Este accidente fue reseñado en el micro Historia de accidentes aéreos en Venezuela del canal Globovisión, con motivo del accidente del vuelo 518 de Santa Bárbara Airlines, el 23 de febrero de 2008.

## Similitud con el vuelo 253 de Aeropostal
El 27 de noviembre de 1956 el vuelo 253 de Aeropostal, un Lockheed Super Constellation L-1049, se estrelló en la ladera occidental de la Silla de Caracas matando a 25 personas a bordo.
Al igual que este vuelo, la tripulación calculó mal la aproximación y descenso a Caracas, que era el destino final de la aeronave siniestrada, para estrellarse en la zona de Galipán.